# خط گرجی

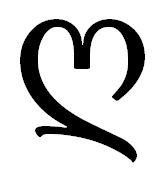
حرف ღ در الفبای کنونی گرجی، اغلب به عنوان نمادی برای قلب استفاده می‌شود.

خط گُرجی یکی از ۱۴ سامانه نوشتاری موجود در جهان، و مخصوص نوشتن زبان گرجی و دیگر زبان‌های کارتولی است. 
این خط به عنوان یکی از میراث فرهنگی ناملموس یونسکو شناخته شده است.

این سامانهٔ نوشتاری شامل سه الفبای هم‌ارز است که عبارت‌اند از: آسُمْتاوْرولی، نوسْخوری و مْخِدْرولی، که امروزه فقط مخدرولی مورد استفادهٔ رسمی و وسیع قرار دارد.
قدیمی‌ترین کتیبهٔ کشف‌شده از زبان گرجی، نوشته‌شده به نخستین الفبای گرجی، یعنی آسُمتاوْرولی و مربوط به سدهٔ یکم پیش از میلاد است.

## تاریخچه
خط گرجی یکی از قدیمی‌ترین سامانه های نوشتاری جهان است. با استناد به کتاب باستانی «سرگذشت کارتلی»، خط گرجی به وسیلهٔ پارناواز یکم پادشاه گرجستان باستان اختراع شده‌است.
یکی از قدیمی‌ترین سنگنبشته‌های گرجی به وسیلهٔ کوربو باستان‌شناس ایتالیایی در فلسطین کشف شده‌است و تاریخ کتابت آن در حدود سال ۴۳۳ میلادی تعیین گردیده‌است؛ و یکی دیگر از قدیمی‌ترین سنگنبشته‌های گرجی بر دیوار کلیسای بولنیسی واقع در جنوب گرجستان وجود دارد و تاریخ کتابت آن به سال ۴۹۲ میلادی تخمین زده شده‌است. در اکتشافات اخیر در ایالت کاختی گرجستان نیز اشیایی به دست آمده‌است که در حدود ۱ قرن پیش از میلاد مسیح بر روی آن‌ها جملات کوتاهی با الفبای گرجی نوشته شده‌است.
الفبای گرجی چه در قرون گذشته و چه در عصر حاضر تنها الفبایی است که توسط گرجی‌ها مورد استفاده قرار گرفته‌است ولی حوزهٔ استفاده از آن دربعضی موارد از مرزهای گرجستان هم فراتر رفته‌است. غیر از خود گرجی‌ها الفبای گرجی در قرون وسطی مورد استفاده بعضی از ساکنان شمال قفقاز قرار گرفته‌است مثلاً در داغستان، چچن و اینگوشتیا، سنگ مقبره‌ها و کتیبه‌های متعددی وجود دارد که به زبان گرجی نوشته شده‌است.

## تغییر و تطور الفبای گرجی
متون و آثار ادبی و تاریخی گرجی، با سه نوع الفبا دیده می‌شود که هر یک دارای شکل منحصر به خود و تکمیل‌کننده الفبای قبلی برای تسریع در نوشتن است. این سه نوع الفبا عبارتند از:
1. آسُمْتاوْرولی
2. نوسْخوری
3. مْخِدْرولی

### آسومتاورولی
حروف آسومتاورولی از سدهٔ اول پیش از میلاد مسیح تا سدهٔ نهم میلادی کاربرد داشته، از نظر شکل خیلی ساده بوده و از دایره، نیم دایره و خط راست تشکیل شده‌است. دارای اندازه برابر بوده و در یک خط نوشته می‌شده‌است که از سدهٔ نهم میلادی، به تدریج الفبای «نوسخوری» جایگزین آن شده، هرچند بعد از آن نیز حروف آسومتاورولی بر سردر کلیساها، آثار تاریخی و در مکاتبات مهم کشوری به عنوان سرتیتر دیده شده‌است.

### نوسخوری
حروف نوسخوری از سدهٔ هشتم میلادی در متون و آثار ادبی و تاریخی دیده می‌شود که در چهار خط، با اندازه‌های مختلف، به صورت شکسته و به هم چسبیده و سریع نوشته می‌شود. این نوع الفبا تا سدهٔ یازدهم میلادی، همراه با الفبای «مخدرولی» دیده می‌شود.

### مخدرولی

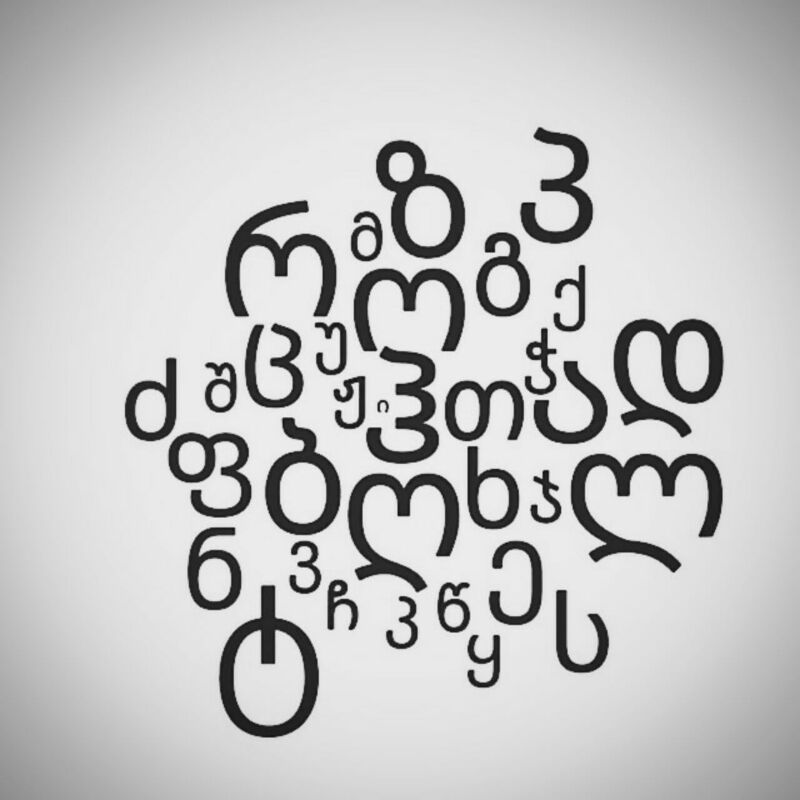
حروف مخدرولی

حروف مخدرولی از سدهٔ یازدهم میلادی در متون گرجی دیده می‌شود و فرم پیشترفتهٔ «نوسخوری» است. در چهار خط، در اندازه‌های مختلف و ترسیم آن به شکل منحنی می‌باشد. در ابتدا از این الفبا فقط در متون دولتی و نظامی استفاده می‌شد، و در متون و اماکن مذهبی، «آسومتاورولی» و «نوسخوری» کاربرد بیشتری داشتند.

## الفبای کنونی گرجی

الفبای کنونی گرجی و شیوهٔ نوشتن آنها

الفبای کنونی گرجی نتیجهٔ تطور الفبایی است که از قرون وسطی در گرجستان رایج بود. این الفبا دارای ۳۳ حرف است که به صامت و مصوت تقسیم می‌شود. در زبان گرجی معاصر، ۵ مصوت (ა–ე–ი–ო–უ) و ۲۸ صامت وجود دارد و از چپ به راست نوشته می‌شود. هر کدام از حروف الفبای گرجی با صوت مطابقت کاملی دارد. از نظر تناسب و تطبیق نوشتار و تلفظ، الفبای گرجی فوق‌العاده کامل و عالی است. بدین معنی که در الفبای گرجی یک مثال عدم مطابقت حروف و اصوات دیده وجود ندارد.

### حروف الفبا
| الفبا | یونیکد | نام  | برابر فارسی | برابر لاتین | آوانگاری |
| ----- | ------ | ---- | ----------- | ----------- | -------- |
| ა     | U+10D0 | an   | آ           | A a         | ɑ        |
| ბ     | U+10D1 | ban  | ب           | B b         | b        |
| გ     | U+10D2 | gan  | گ           | G g         | ɡ        |
| დ     | U+10D3 | don  | د           | D d         | d        |
| ე     | U+10D4 | en   | اِ           | E e         | ɛ        |
| ვ     | U+10D5 | vin  | و           | V v         | v        |
| ზ     | U+10D6 | zen  | ز           | Z z         | z        |
| თ     | U+10D7 | tan  | ت           | T' t'       | tʰ       |
| ი     | U+10D8 | in   | ای          | I i         | i        |
| კ     | U+10D9 | k'an |             | K k         | kʼ       |
| ლ     | U+10DA | las  | ل           | L l         | l        |
| მ     | U+10DB | man  | م           | M m         | m        |
| ნ     | U+10DC | nar  | ن           | N n         | n        |
| ო     | U+10DD | on   | اُ           | O o         | ɔ        |
| პ     | U+10DE | p'ar |             | P' p'       | pʼ       |
| ჟ     | U+10DF | žan  | ژ           | Ž ž         | ʒ        |
| რ     | U+10E0 | rae  | ر           | R r         | r        |
| ს     | U+10E1 | san  | س           | S s         | s        |
| ტ     | U+10E2 | t'ar |             | T' t'       | tʼ       |
| უ     | U+10E3 | un   | او          | U u         | u        |
| ფ     | U+10E4 | par  | پ           | P' p'       | pʰ       |
| ქ     | U+10E5 | kan  | ک           | K' k'       | kʰ       |
| ღ     | U+10E6 | q'an | غ           | Ḡ ḡ         | ɣ        |
| ყ     | U+10E7 | q'ar | ق           | Q q         | qʼ       |
| შ     | U+10E8 | šin  | ش           | Š š         | ʃ        |
| ჩ     | U+10E9 | čin  | چ           | Č č         | tʃ       |
| ც     | U+10EA | can  | تس          | C' c'       | ts       |
| ძ     | U+10EB | jil  | دز          | J j         | dz       |
| წ     | U+10EC | c'il |             | Ts' ts'     | tsʼ      |
| ჭ     | U+10ED | č'ar |             | Č' č'       | tʃʼ      |
| ხ     | U+10EE | xan  | خ           | X x         | x        |
| ჯ     | U+10EF | ǰan  | ج           | J̌ ǰ         | dʒ       |
| ჰ     | U+10F0 | hae  | ه           | H h         | h        |

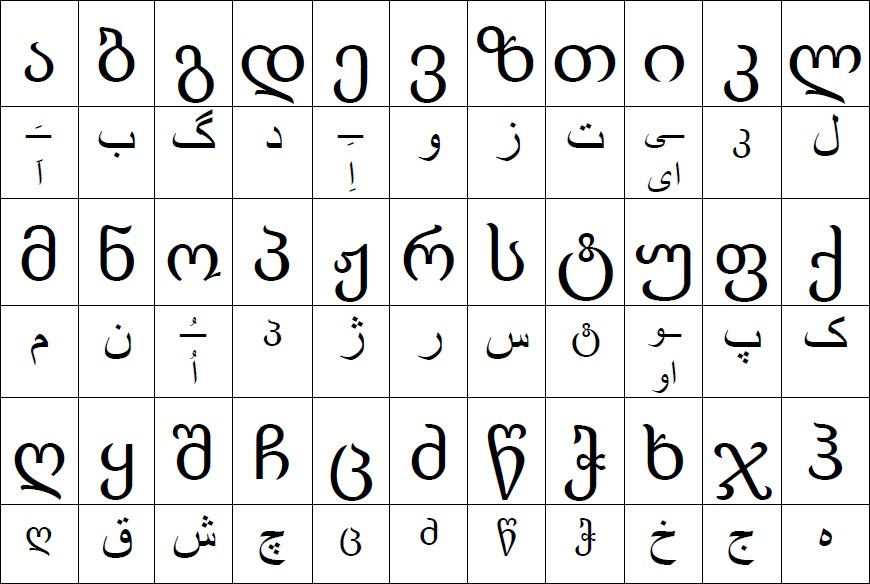
حروف الفبای کنونی زبان گرجی و معادل‌های فارسی آنها

همانگونه که در جدول مشاهده می‌شود، حروف الفبای گرجی به همان صورت که در واژه‌ها نوشته می‌شود تلفظ می‌شوند و این یکی از خصوصیاتی است که خواندن زبان گرجی را آسان ساخته‌است و به همین دلیل است که تنوعی از مصوت‌ها در این زبان وجود دارد. مثلاً در زبان فارسی آوای «Z» به اشکال «ذ، ز، ض و ظ» ممکن است. اما در زبان گرجی برای هر آوایی یک حرف الفبا وجود دارد.
آن دسته از حروفی که مشابه فارسی ندارند:
1. صامت «კ» مشابه فارسی ندارد و تقریباً مانند حرف «ქ» است، با این تفاوت که باید بدون دَمِش تلفظ شود.
2. صامت «პ» مشابه فارسی ندارد و تقریباً مانند حرف «ფ» است، با این تفاوت که باید بدون دَمِش تلفظ شود.
3. صامت «ტ» مشابه فارسی ندارد و تقریباً مانند حرف «თ» است، با این تفاوت که باید بدون دَمِش تلفظ شود.
4. صامت «ღ» مشابه فارسی ندارد و از ترکیب دو صامت «غ» (عربی) و «გ» پدید می‌آید.
5. صامت «ც» مشابه فارسی ندارد و از ترکیب دو صامت «თ» و «ს» پدید می‌آید.
6. صامت «ძ» مشابه فارسی ندارد و از ترکیب دو صامت «დ» و «ზ» پدید می‌آید.
7. صامت «წ» مشابه فارسی ندارد و از ترکیب دو صامت «ტ» و «ს» پدید می‌آید.
8. صامت «ჭ» مشابه فارسی ندارد و از ترکیب دو صامت «ტ» و «შ» پدید می‌آید.

### الفبای کنونی گرجی روی کیبورد

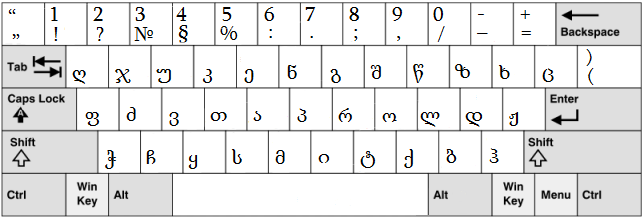
جایگاه حروف کنونی گرجی در کیبورد استاندارد گرجی